# Foresta mediterranea sempreverde
La foresta mediterranea sempreverde o foresta mediterranea di sclerofille o semplicemente foresta mediterranea è un'associazione vegetale degli ambienti mediterranei composta da piante a portamento arboreo che si sviluppa nelle migliori condizioni di temperatura e piovosità. 

## Tratti distintivi
L'elemento caratterizzante dell'ambiente fisico è il regime termico mite nel periodo invernale, accompagnato ad una moderata piovosità. Queste condizioni sono favorevoli allo sviluppo di una formazione vegetale composta in netta prevalenza da piante arboree sclerofille, cioè con foglie persistenti, di consistenza coriacea, rinnovate gradualmente ogni anno. Le essenze forestali sono tipicamente termofile e moderatamente esigenti per quanto concerne l'umidità, pertanto rientrano fra le specie mesofite. 
Un elemento costante di questa fitocenosi è la netta prevalenza del leccio, che può arrivare a formare un bosco in purezza comunemente chiamato lecceta. 
Con i syntaxa Quercion ilicis o Quercetum ilicis si indicano le fitocenosi termofile o termomesofile con larga rappresentanza della specie Quercus ilex a portamento arboreo-arbustivo (Macchia mediterranea) o arboreo (Foresta mediterranea sempreverde e Foresta mediterranea decidua). Il Quercetum ilicis non va pertanto identificato con il Lauretum in quanto si estende anche fino alla sottozona calda del Castanetum.
Questo ecosistema occupa la stessa nicchia ecologica della macchia mediterranea in condizioni ambientali tali da permettere il massimo grado di sviluppo della copertura arborea a scapito di quella arbustiva. Occupa pertanto le aree non aride della zona fitoclimatica del Lauretum, estendendosi, alla latitudine di 35°-40°, dal livello del mare fino agli 800-900 metri. In particolari condizioni geomorfologiche e climatiche (versanti meridionali di catene montuose, canaloni, riparo dai venti dominanti dei quadranti settentrionali), la foresta sempreverde può spingersi anche fino ai 1000-1200 metri d'altitudine. Alle quote più alte sono evidenti le forme di transizione verso la foresta caducifoglia, con la presenza sempre più marcata delle essenze mesofile a foglia caduca.

## Caratteri della vegetazione

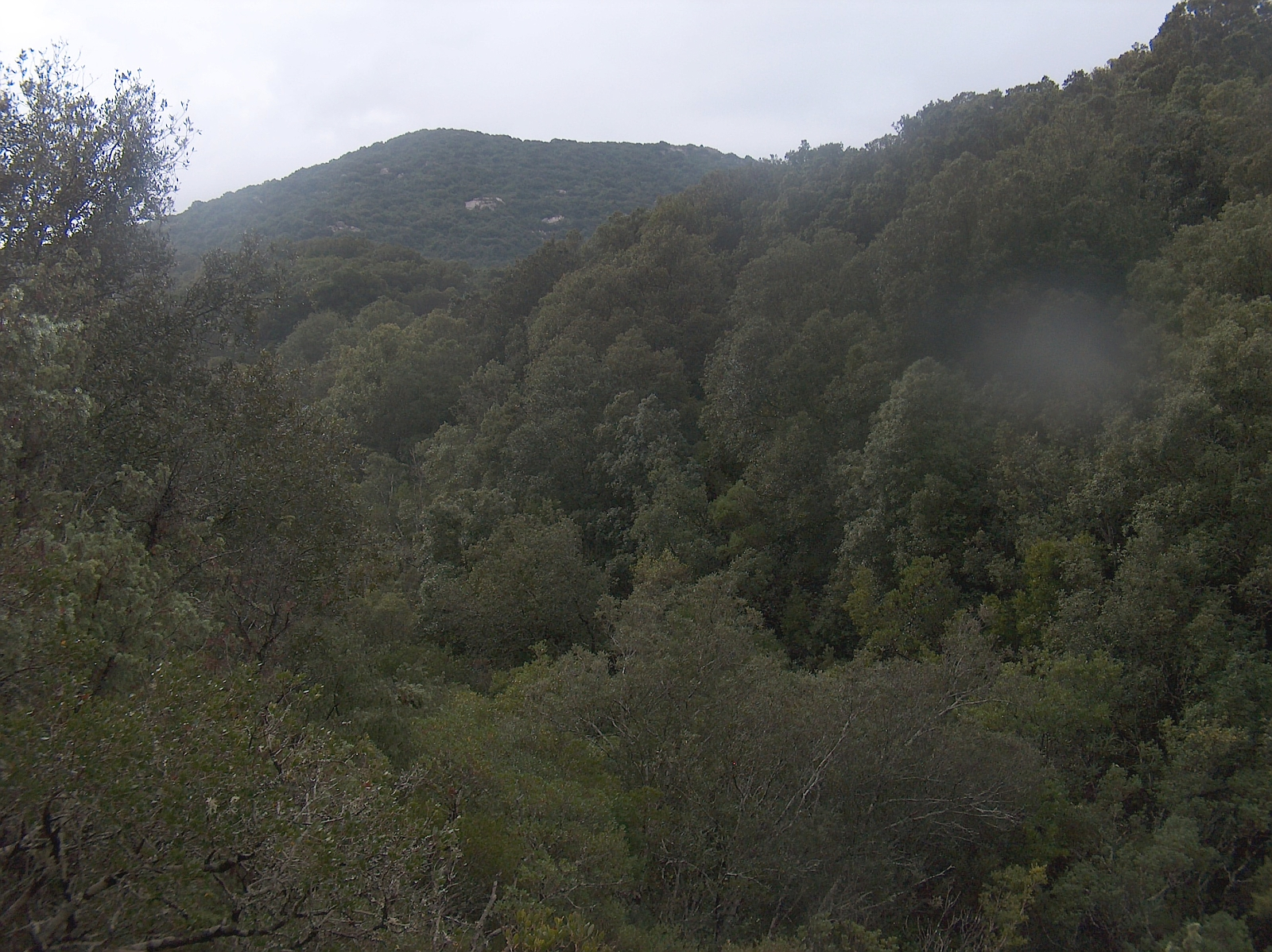
Foresta mediterranea sempreverde secondaria (Sardegna)

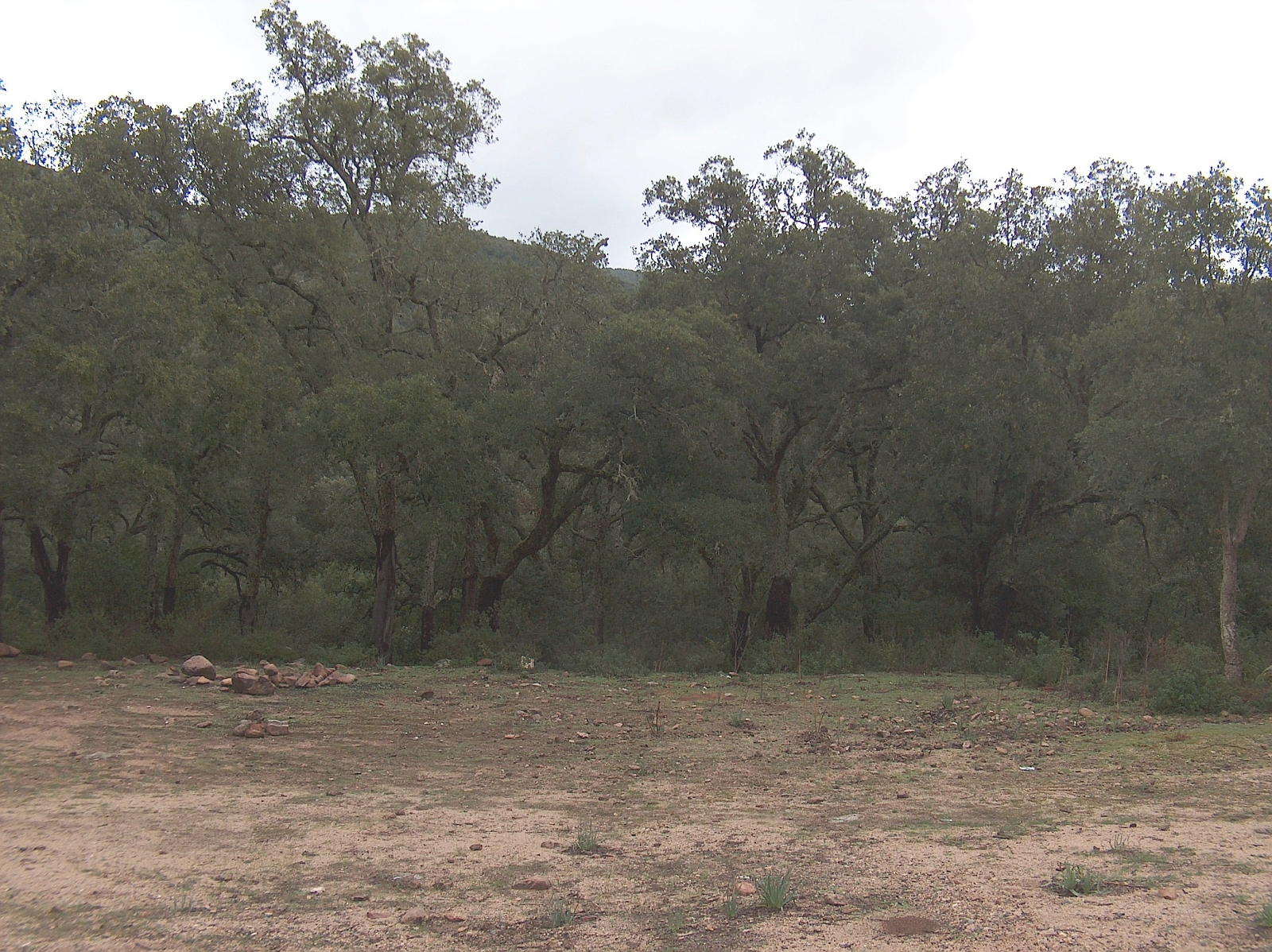
Sughereta (Sardegna)

La foresta di sclerofille si presenta come un bosco completamente chiuso per l'intero corso dell'anno, con alberi a portamento colonnare e sottobosco povero di specie. Fra gli ecosistemi mediterranei è quello con il minor numero di specie vegetali a causa della forte competizione per la luce attuata dalle poche specie arboree nei confronti della vegetazione erbacea e arbustiva. 
Il sottobosco è formato da specie poco esigenti per l'intensità della luce (piante sciafile) e dalle liane. Queste ultime possono raggiungere un grado di diffusione tale da rendere quasi impenetrabile il sottobosco. Sulla superficie del terreno predomina il colore grigio-bruno dovuto alla lettiera, interrotto a tratti dal colore verde della rada vegetazione. Nei periodi piovosi, soprattutto in quello autunnale, il paesaggio del sottobosco si arricchisce per la notevole varietà di funghi.
Un caso particolare è la presenza della sughera. L'areale originario di questa specie è la parte più occidentale del bacino del Mediterraneo (Marocco e Penisola Iberica). La sughereta tende ad occupare le stesse stazioni della lecceta con esclusione di quelle più fredde, dal momento che la sughera è una specie più termofila del leccio. Inoltre la sughera è strettamente legata a suoli acidi e silicei e non tollera assolutamente i terreni calcarei. Sotto l'aspetto del dinamismo la sughereta tende a sostituire la lecceta, soprattutto per le influenze antropiche: oltre a produrre un reddito dall'estrazione del sughero, questa formazione vegetale si presenta più aperta e con un sottobosco più ricco, permettendo l'esercizio dell'allevamento estensivo. Va detto inoltre che l'azione degli incendi opera una selezione favorendo la sughera, più resistente al passaggio del fuoco.
Nelle zone submontane più fresche il Quercetum ilicis assume la fisionomia di una foresta mista di latifoglie sempreverdi e decidue, caratterizzata dalla presenza diffusa della roverella associata al leccio con netta prevalenza di quest'ultimo. Si tratta di una cenosi di transizione fra la foresta mediterranea sempreverde vera e propria e la foresta mediterranea decidua. Questa associazione si estende in genere dai 900 metri fino ai 1200 metri o, eccezionalmente, fino ai 1300 metri.

## Specie rappresentative

### Piante arboree o arbustive
La specie arborea prevalente è il Quercus ilex, che può formare associazioni in purezza, con copertura totale, oppure è accompagnato da specie tipicamente termofile in formazioni miste a volta più o meno aperta. Fra queste si può riscontrare la presenza delle filliree, ginepri termofili, alaterno e fra specie prettamente arbustive il biancospino e il viburno. In facies di transizione possono comparire soprattutto nelle radure anche l'erica e il corbezzolo, la cui presenza denota uno stadio di involuzione o evoluzione.
Nelle stazioni più alte aumenta progressivamente la presenza di piante mesofile a foglia caduca, fra cui la roverella e l'acero trilobo.

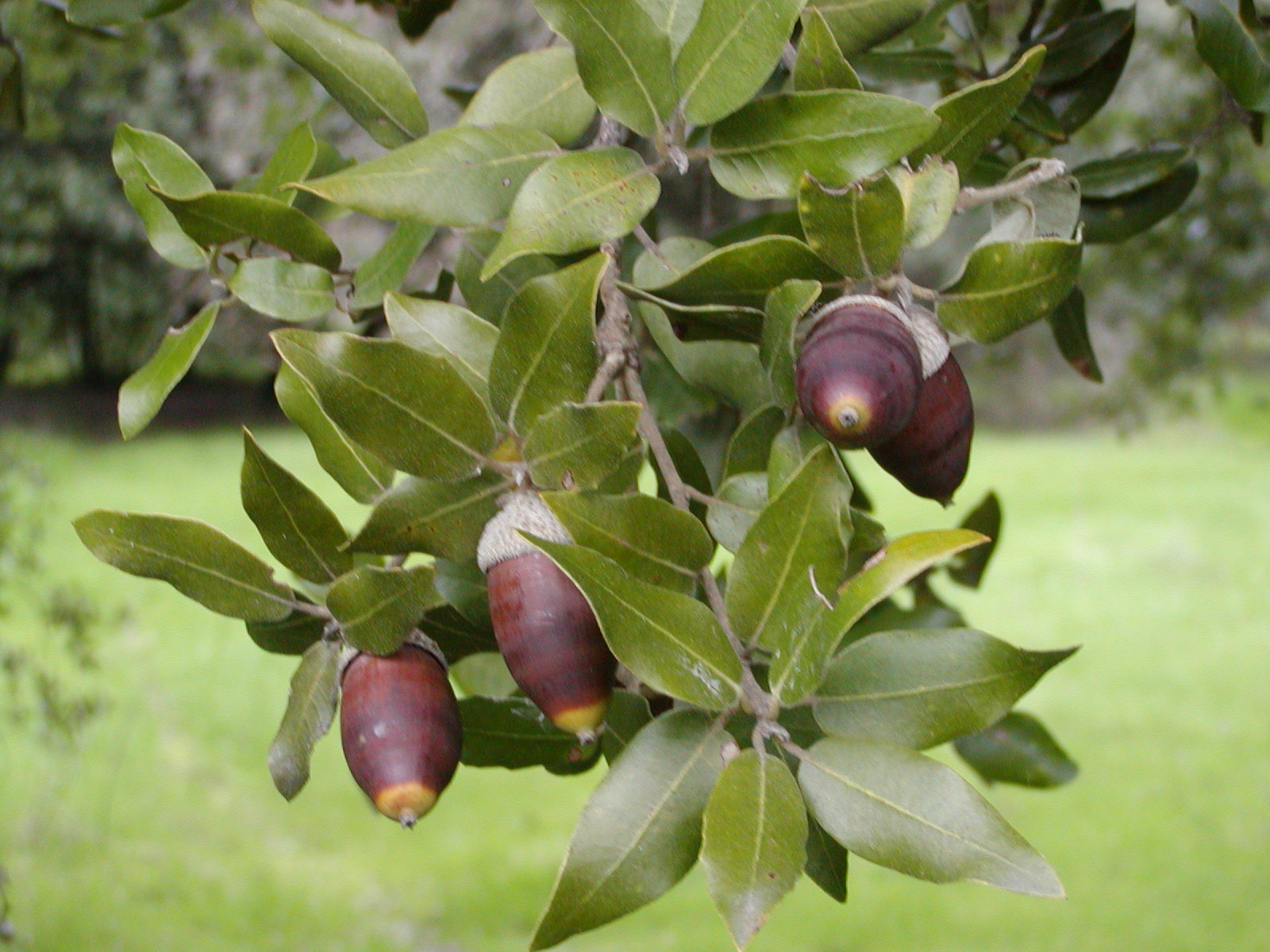
Quercus ilex (Leccio)
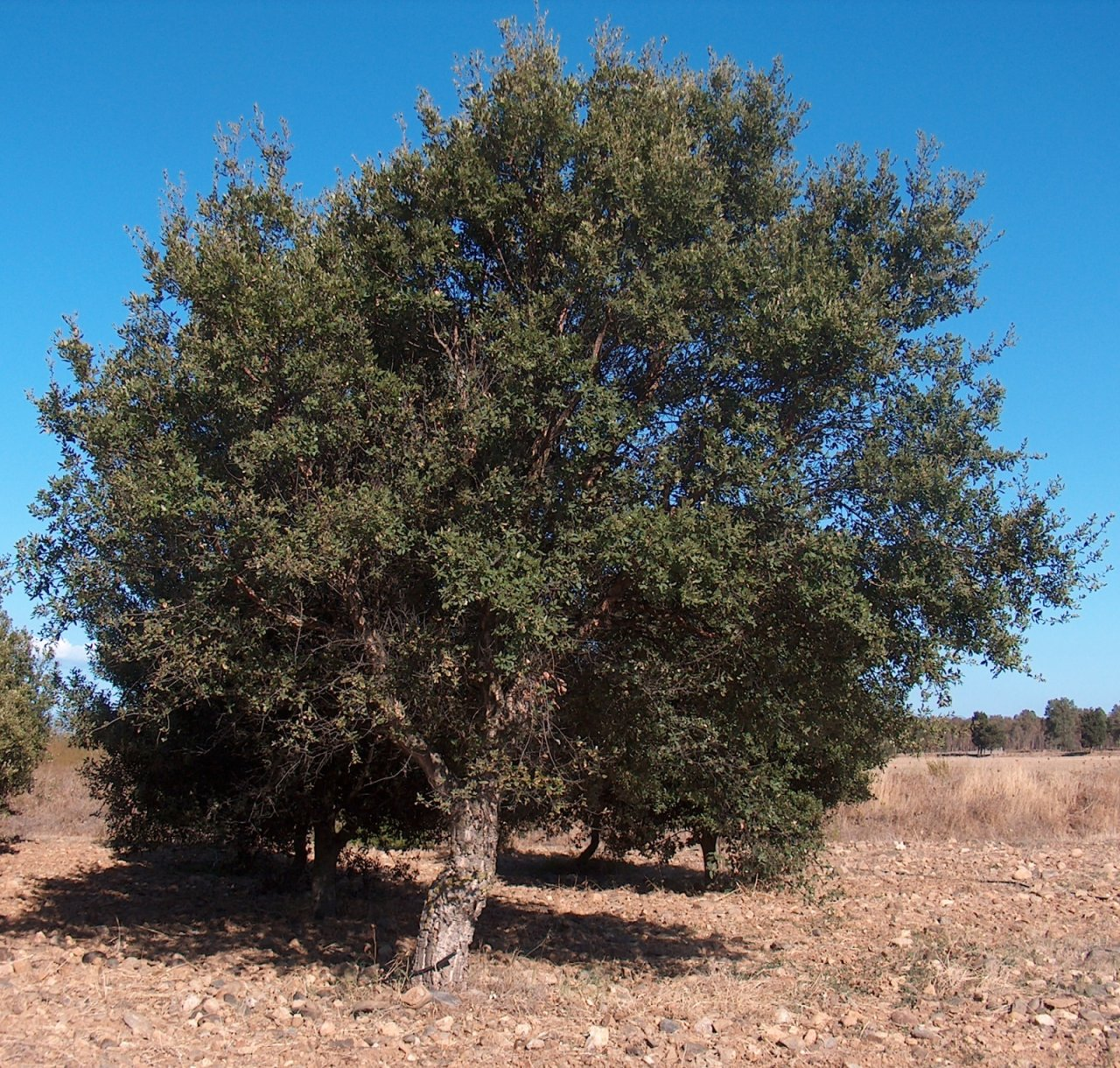
Quercus suber (Sughera)
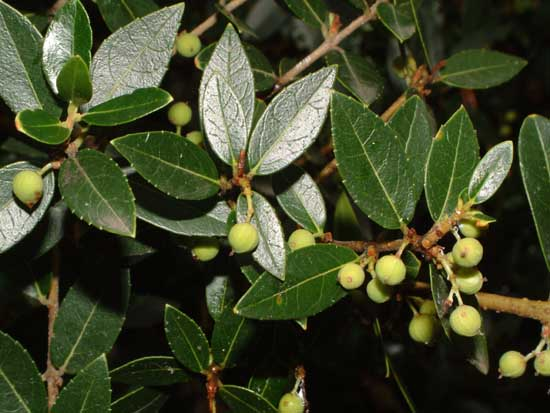
Phillyrea latifolia (Ilatro comune)
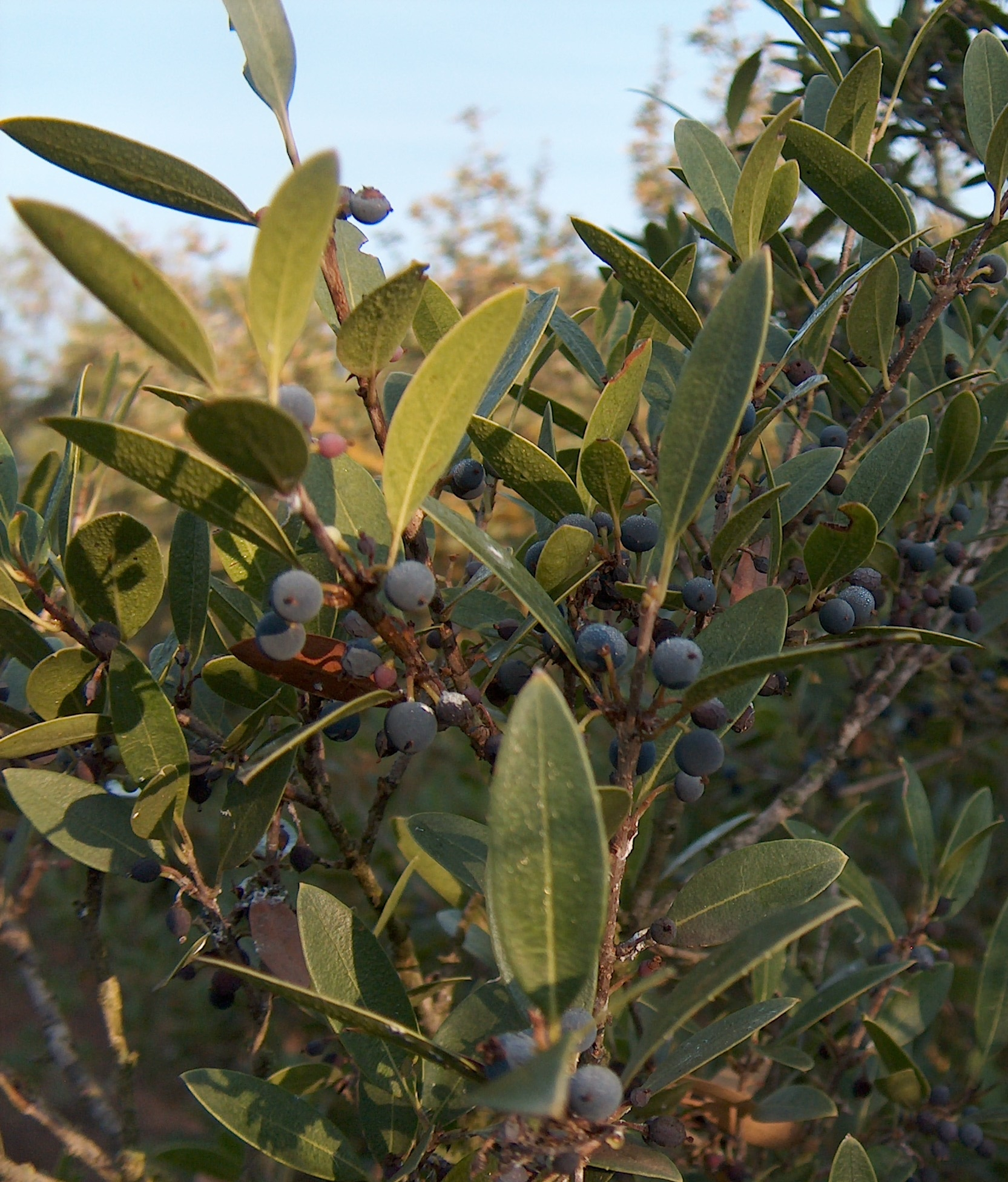
Phillyrea angustifolia (Ilatro stretto)
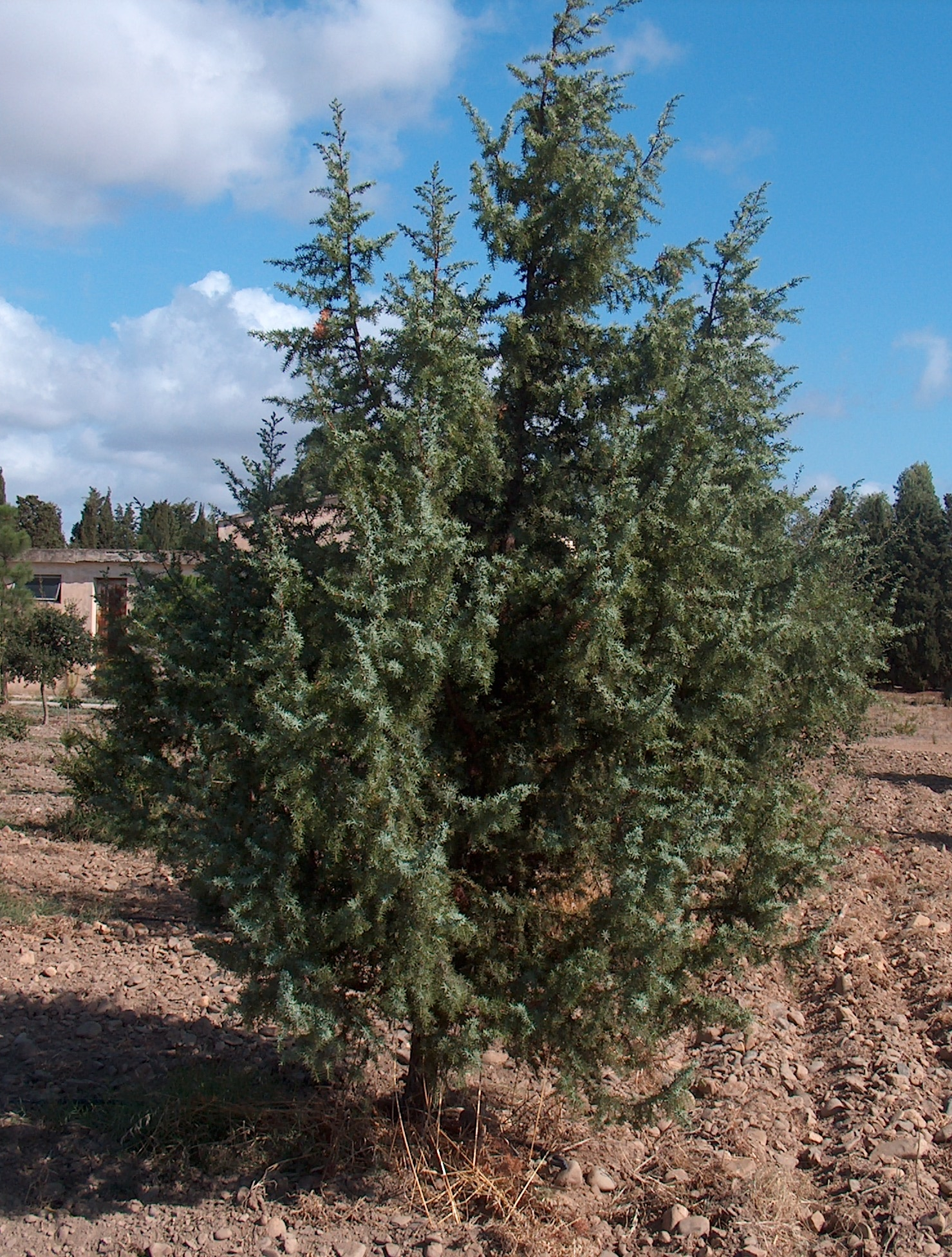
Juniperus oxycedrus Ginepro rosso
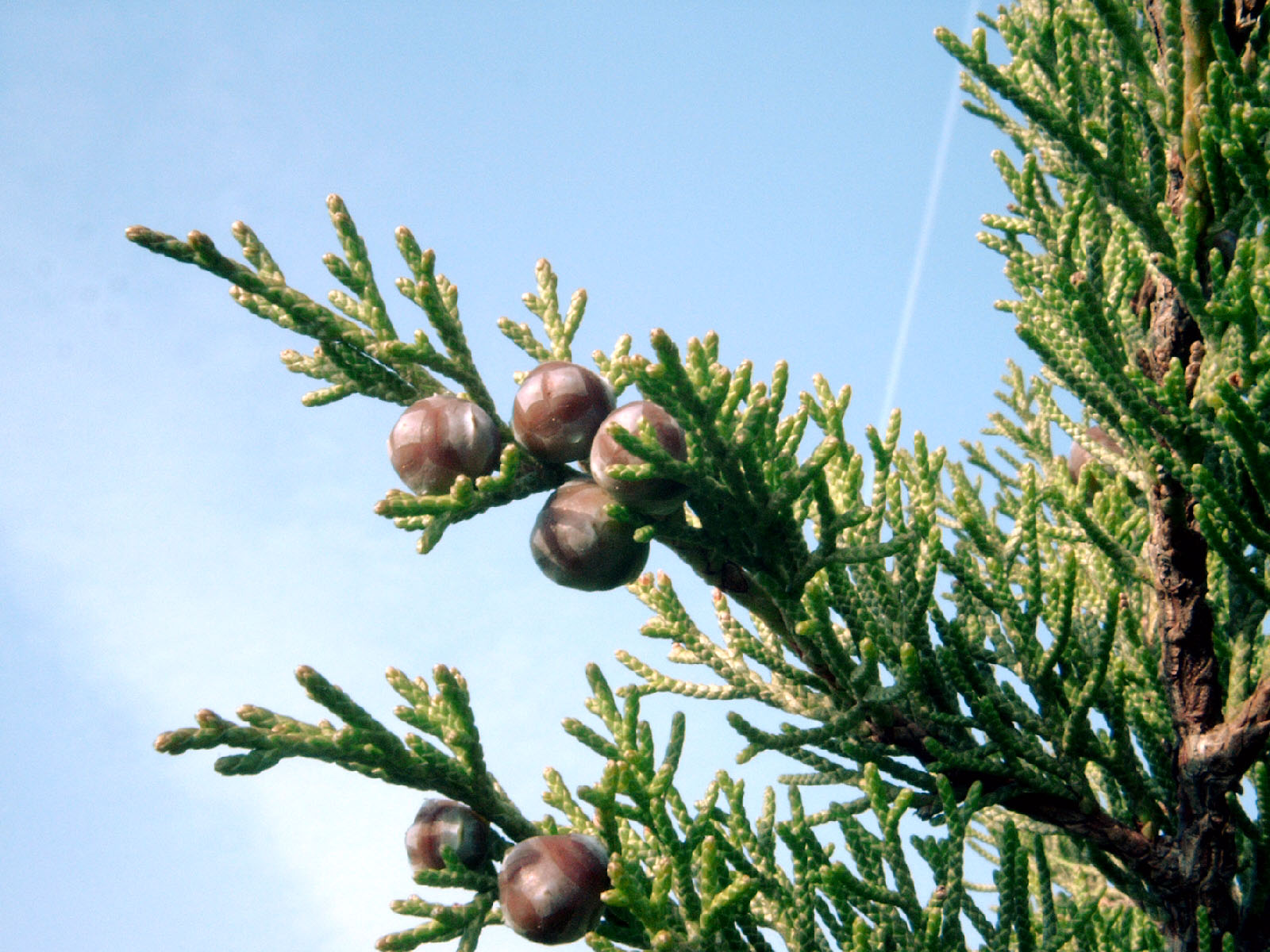
Juniperus phoenicea Ginepro fenicio
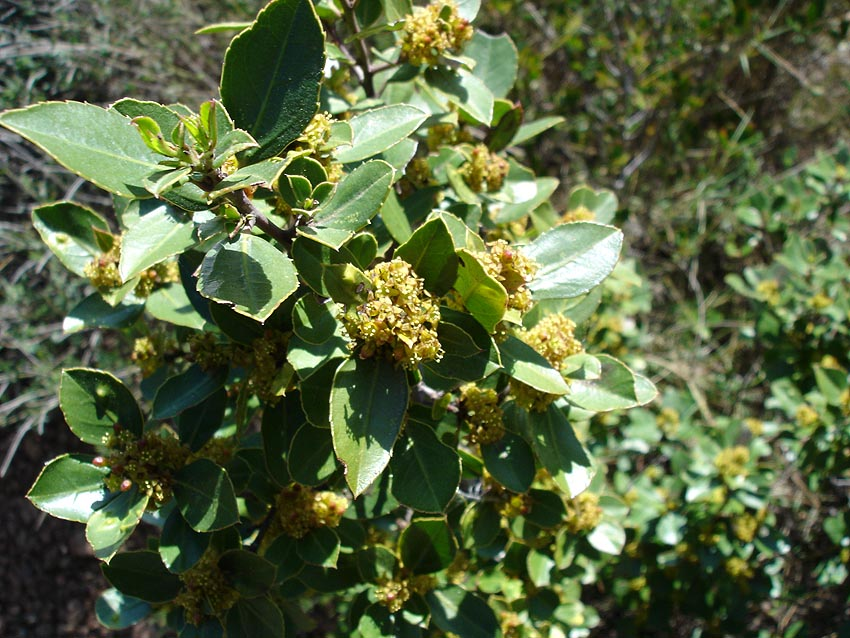
Rhamnus alaternus Alaterno
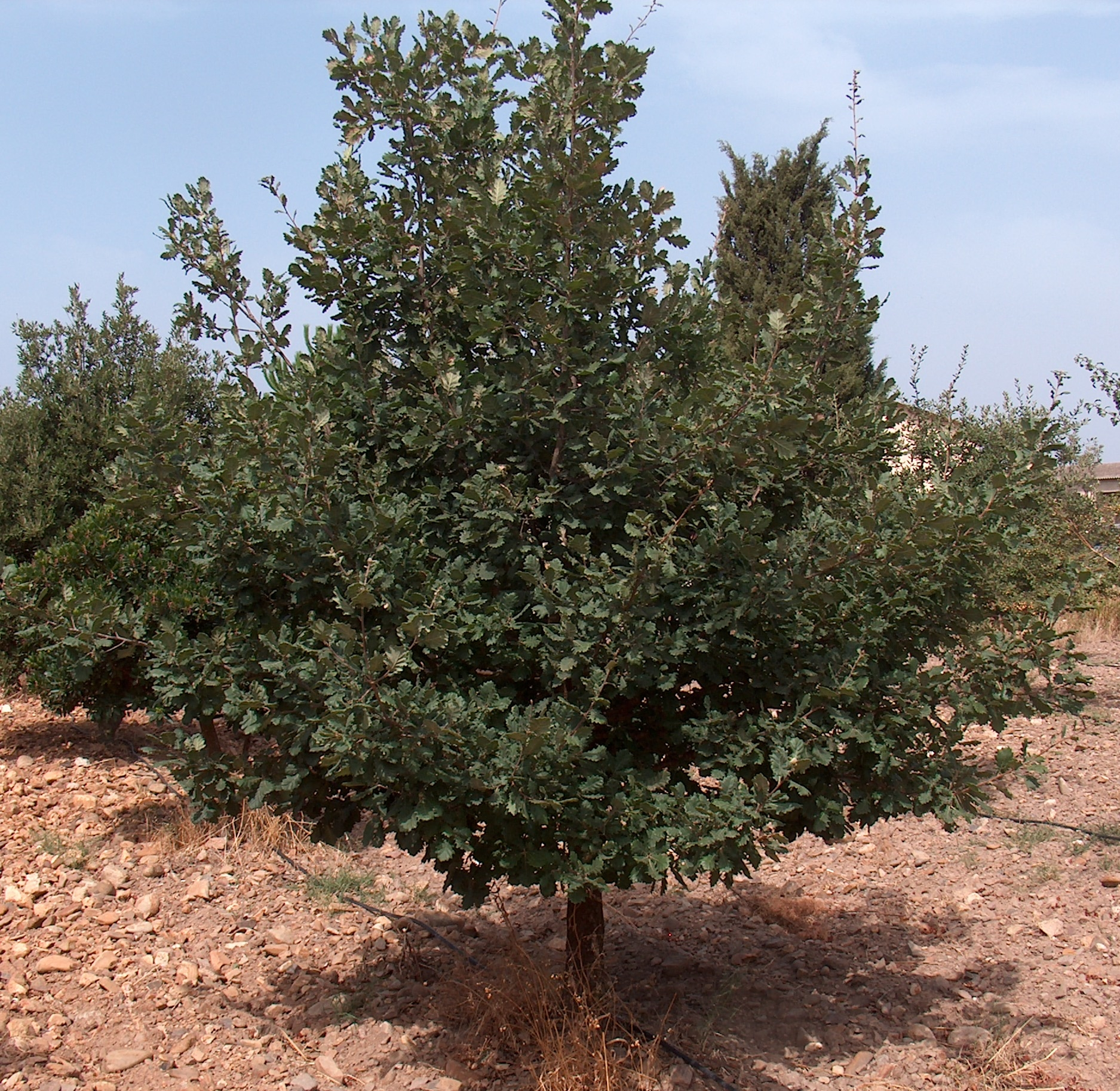
Quercus pubescens Roverella
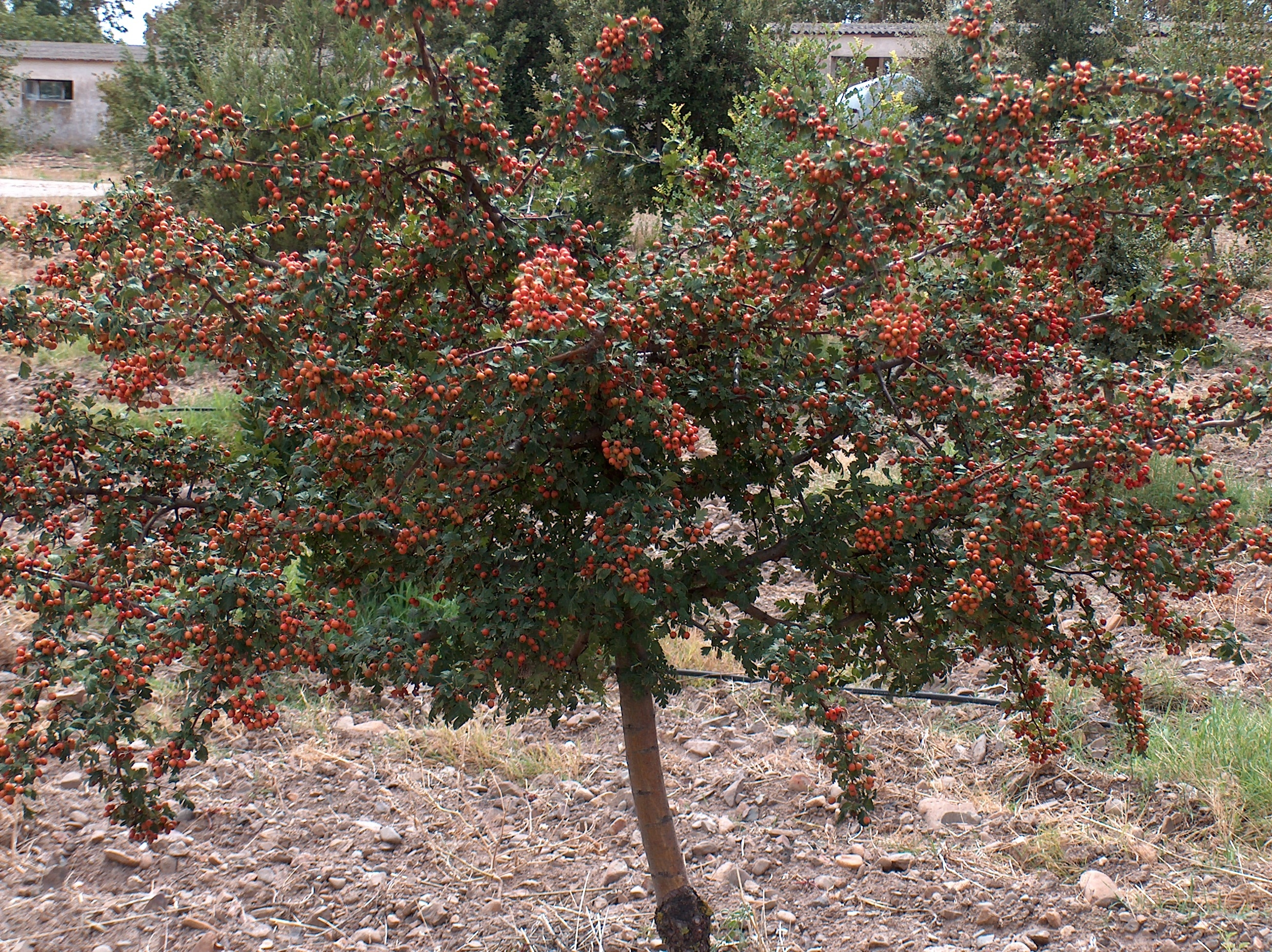
Crataegus monogyna Biancospino
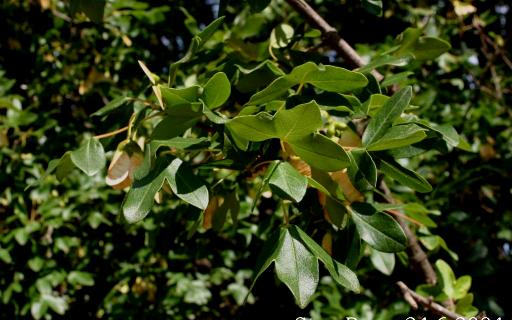
Acer monspessulanum Acero trilobo
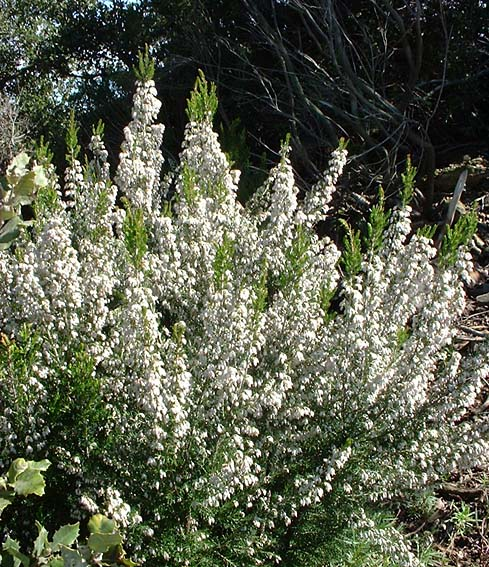
Erica arborea Erica
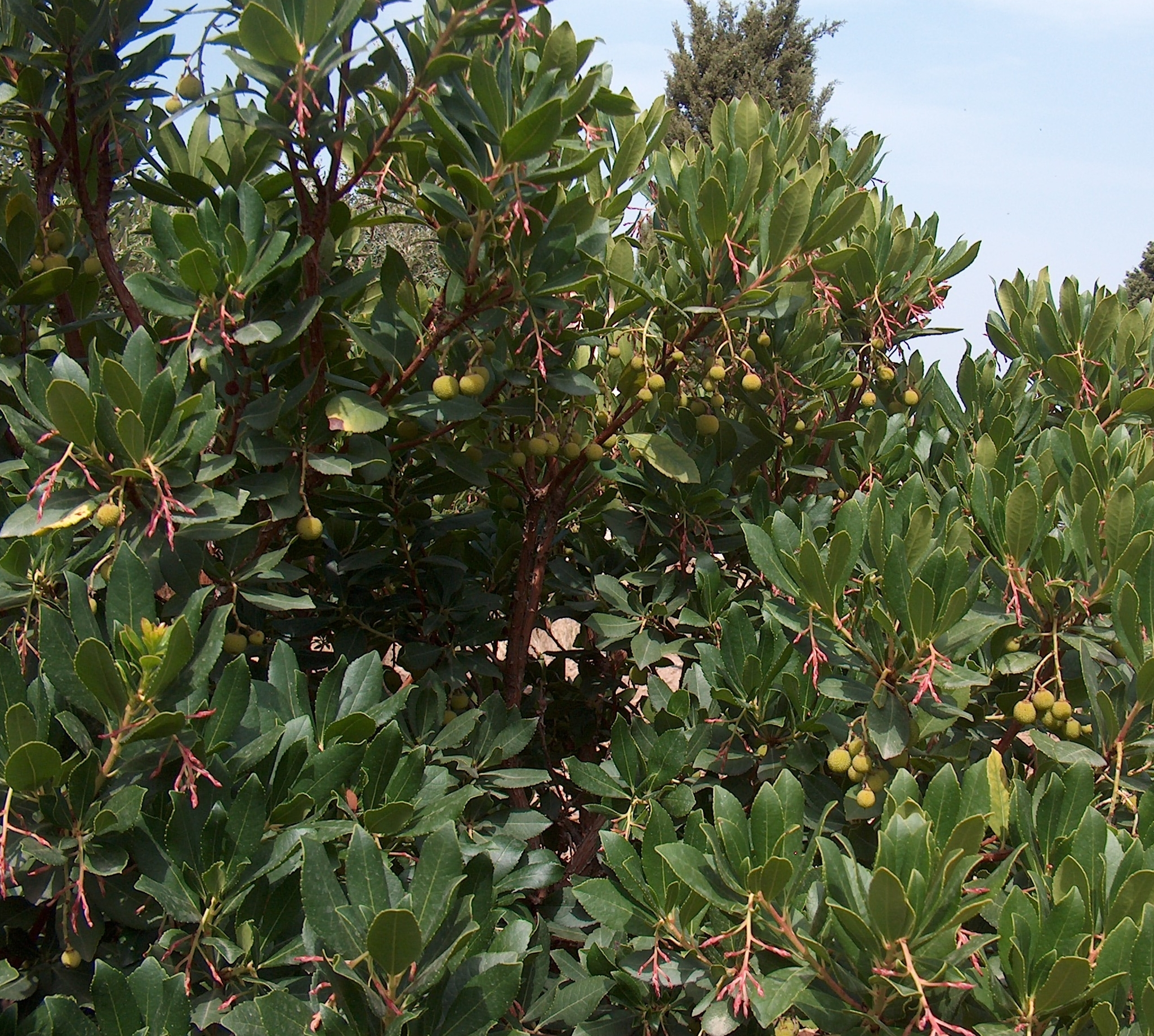
Arbutus unedo Corbezzolo
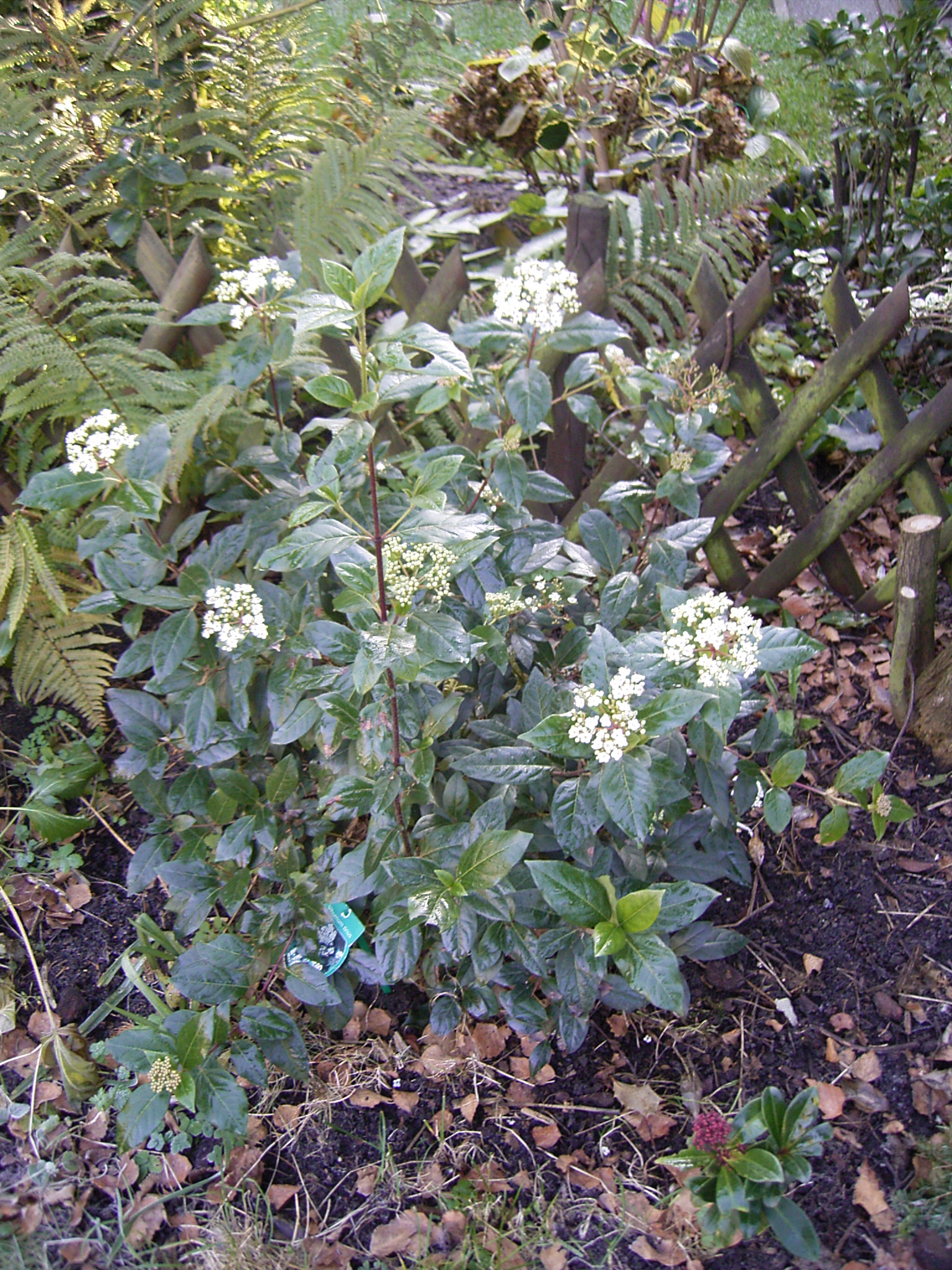
Viburnum tinus Viburno

### Piante rampicanti o lianose
I rampicanti e le liane sono particolari piante legnose che hanno uno spiccato sviluppo in altezza ma a causa dei fusti esili hanno un portamento prostrato, rampicante o ricadente. Sono presenti in tutti i principali ecosistemi mediterranei, ma è soprattutto nelle foreste che alcune specie, come ad esempio l'edera, possono raggiungere un notevole sviluppo. Un aspetto caratteristico delle foreste ben conservate è la presenza di intrecci a volte impenetrabili di rovi e salsapariglie e fusti di edera che avvolgono quegli degli alberi, dando luogo talvolta a spettacoli suggestivi che compensano la monotonia del sottobosco. Particolarmente diffuse nei boschi freschi sono la vitalba e l'edera, ma in boschi più aperti, presso le radure e presso i corsi d'acqua la vegetazione si arricchisce di specie lianose eliofile come le altre clematidi, il rovo, la madreselva, la robbia, la salsapariglia, la cui presenza s'intensifica a basse altitudini. In spazi più aperti presso i corsi d'acqua compare anche la vite selvatica.

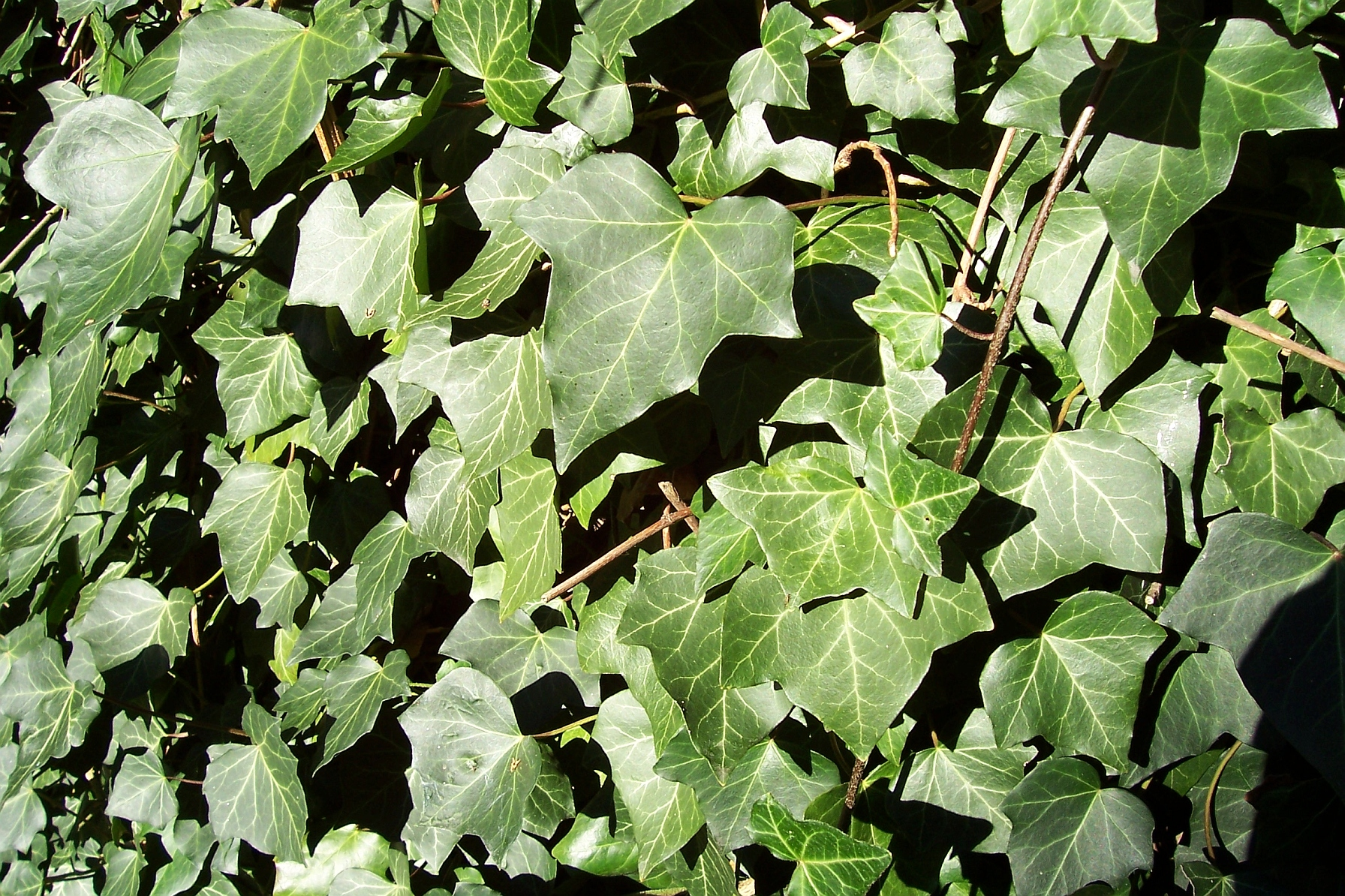
Hedera helix Edera
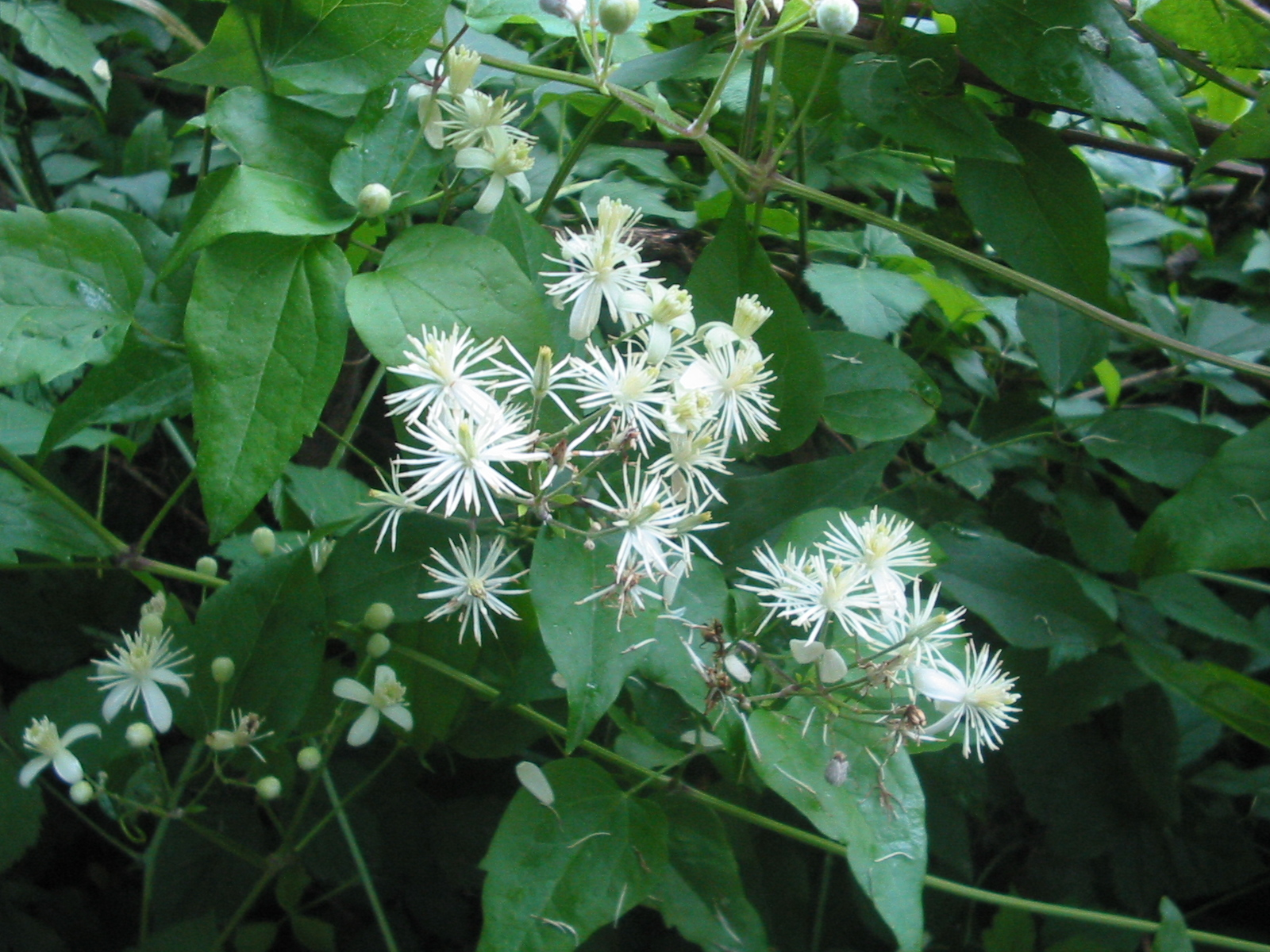
Clematis vitalba Vitalba
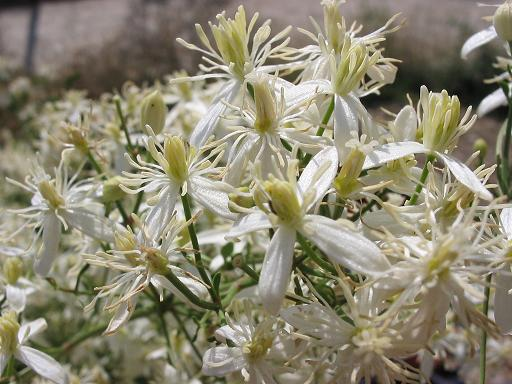
Clematis flamula Clematide fiammola
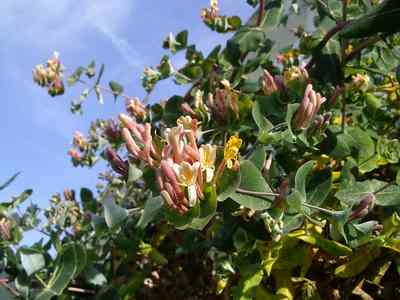
Lonicera implexa Madreselva
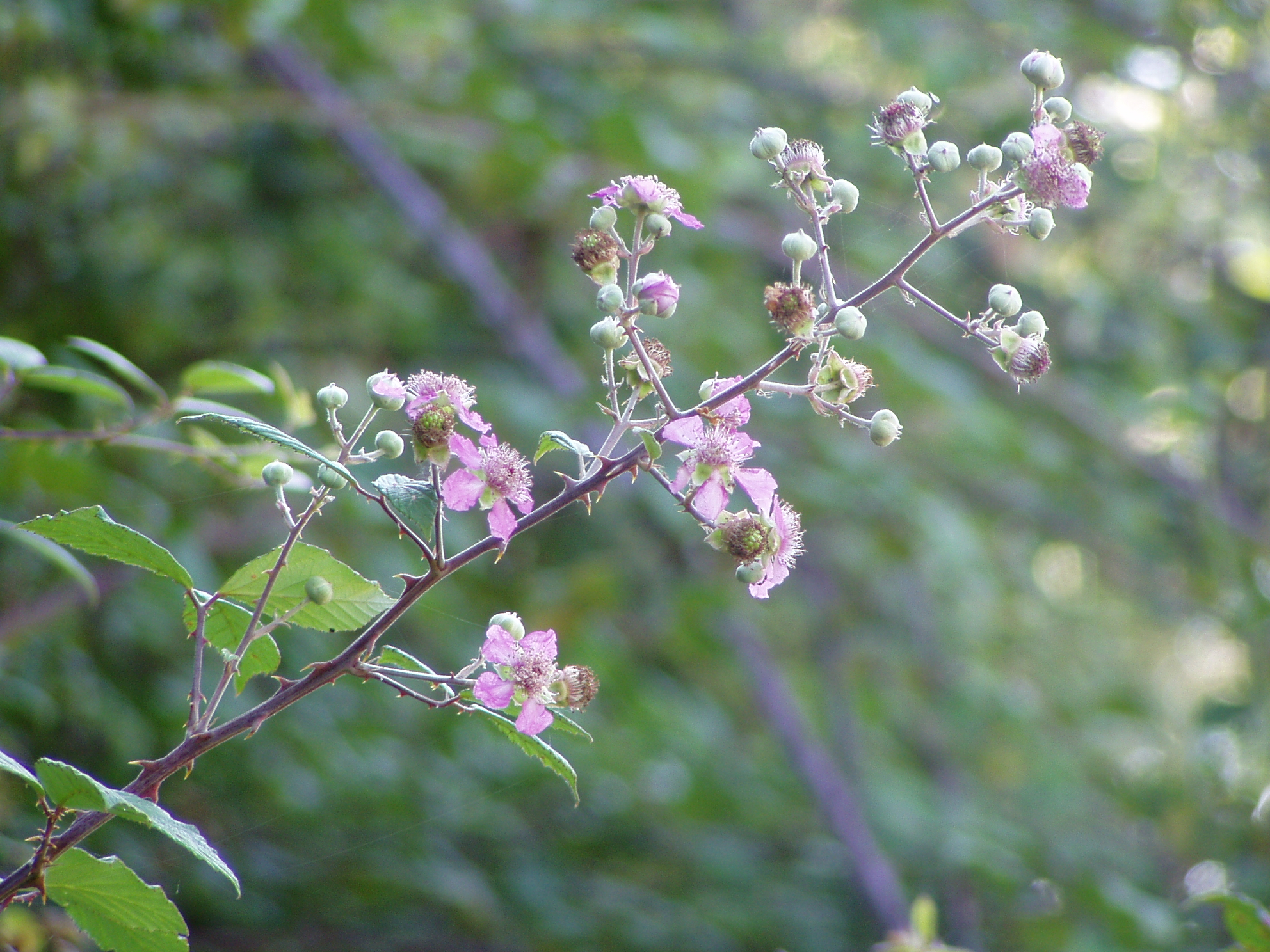
Rubus ulmifolius Rovo
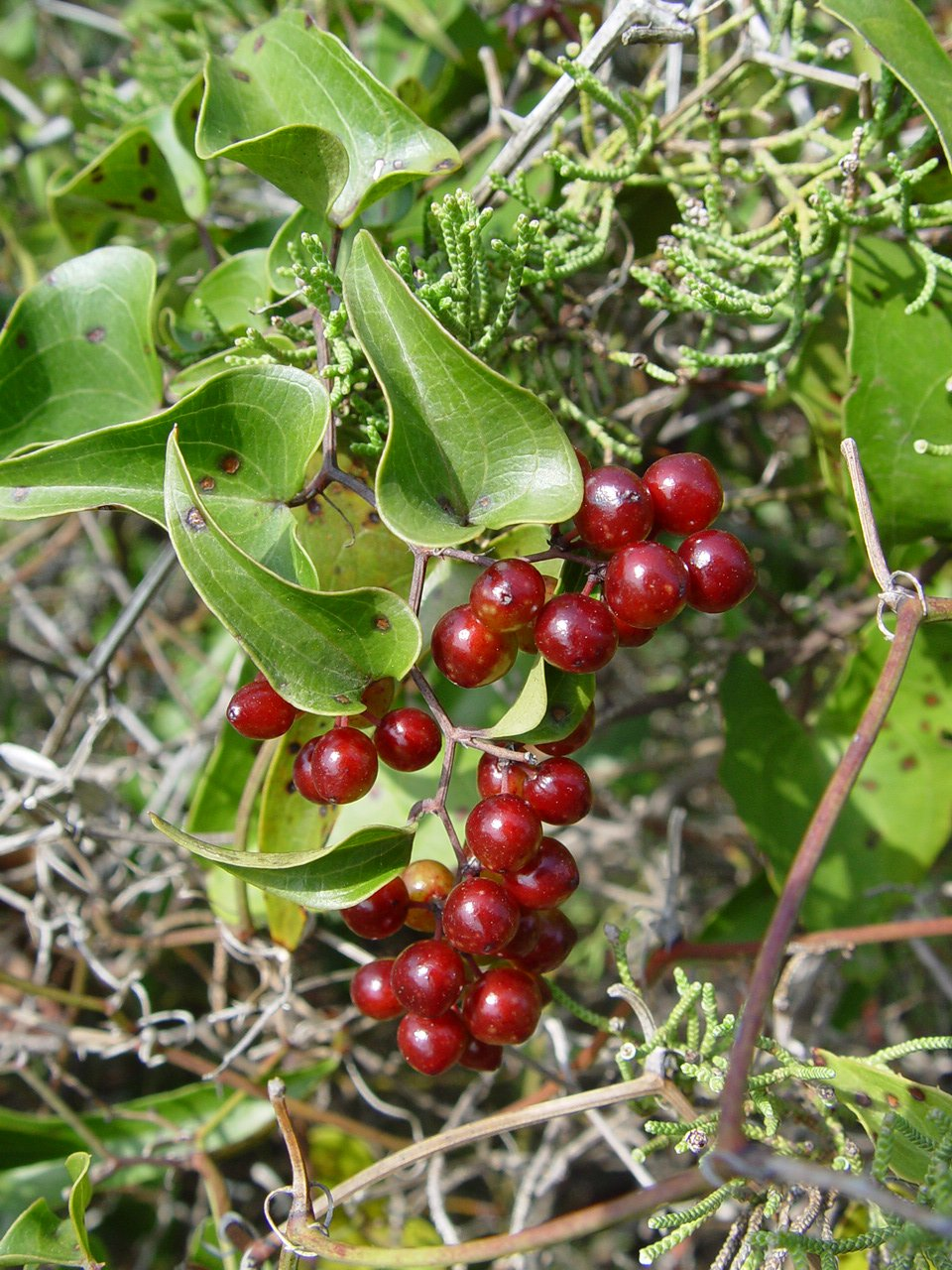
Smilax aspera Salsapariglia
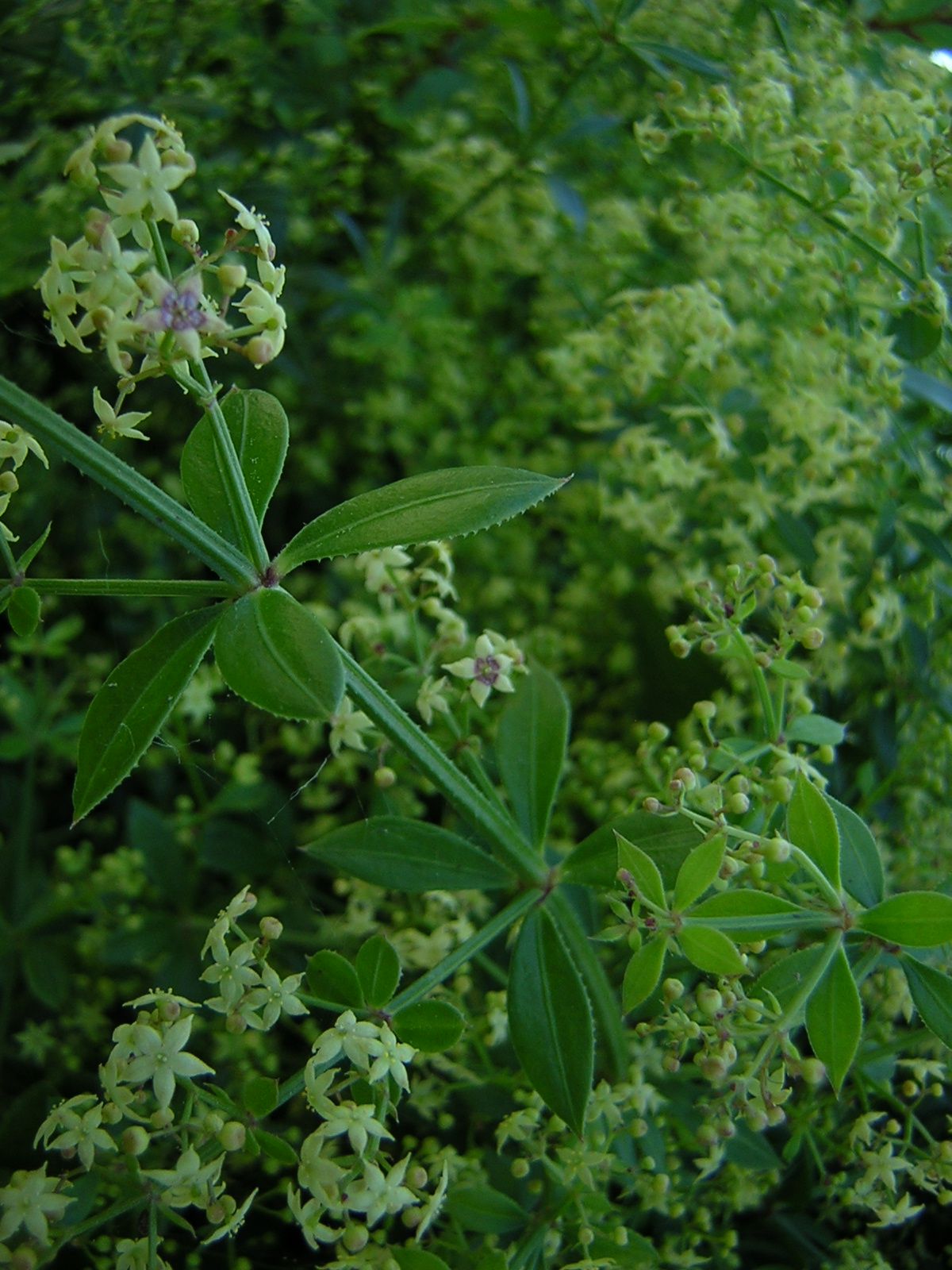
Rubia peregrina Robia

### Piante erbacee e suffruticose
A causa della competizione esercitata dalle piante arboree, il sottobosco della foresta sempreverde è povero di specie e alcune di esse sono tipicamente sciafile. Nelle sugherete diventa invece più ricco grazie ad una maggiore disponibilità di luce.
Fra le specie suffruticose sono rappresentative il pungitopo, il rovo, il tamaro. Si può rinvenire con una discreta frequenza anche l'asparago che tuttavia ha una vegetazione stentata e forma fusti esili e allungati a causa della limitata disponibilità di luce.
Fra le piante erbacee sono rappresentative il ciclamino, diverse orchidee, le graminacee del genere Brachipodium.

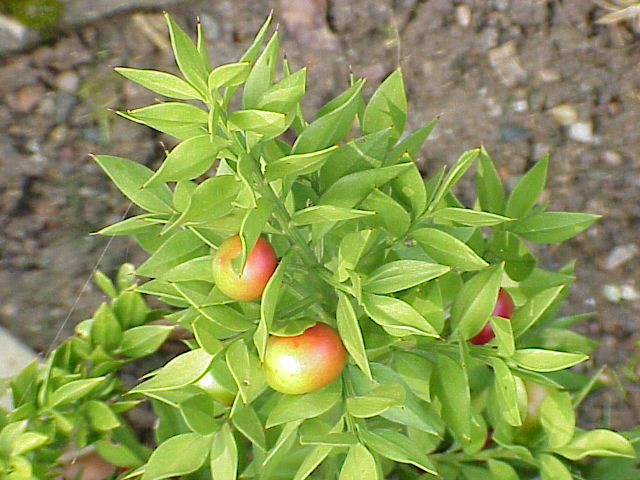
Ruscus aculeatus Pungitopo
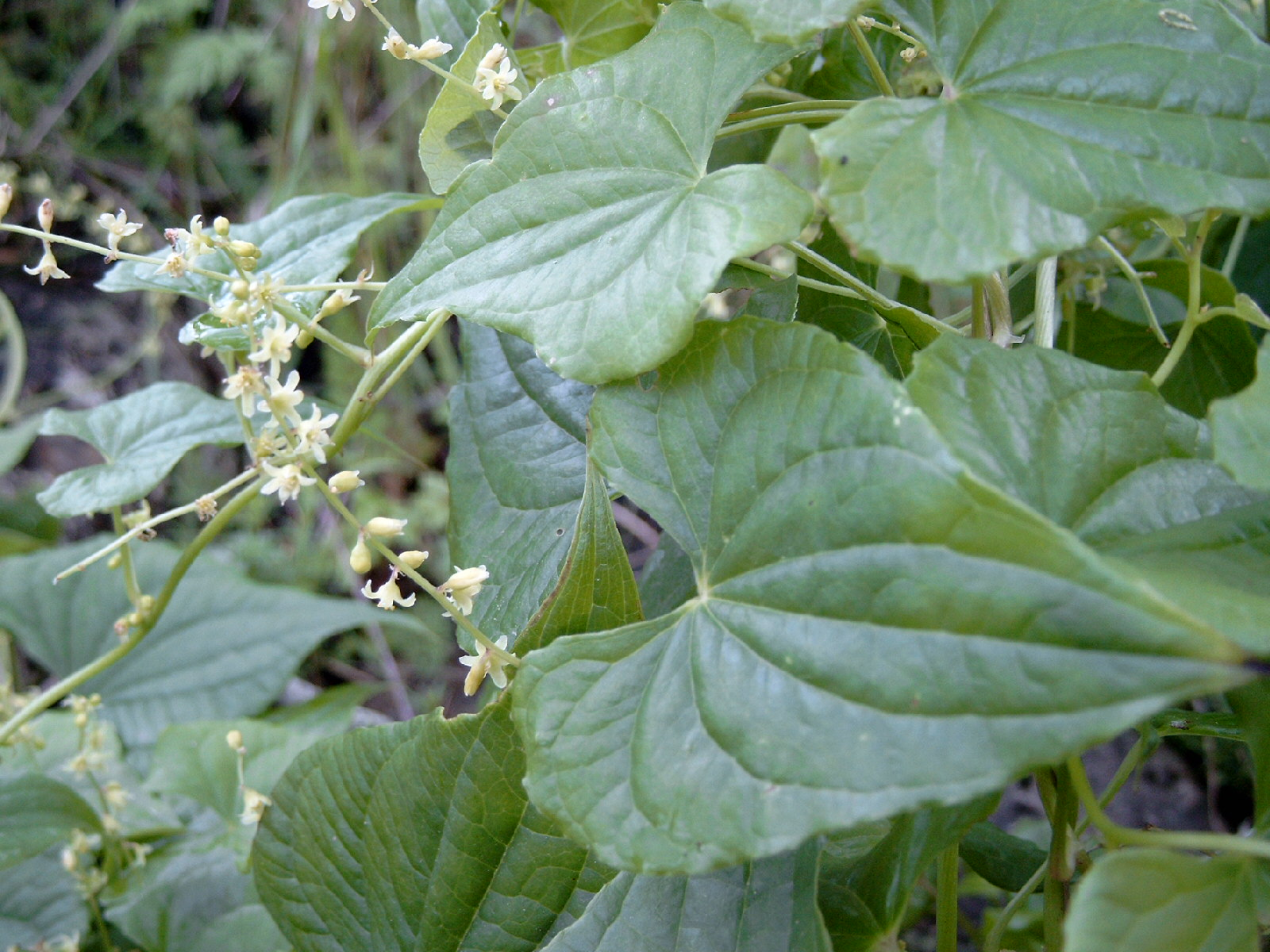
Dioscorea communis Tamaro
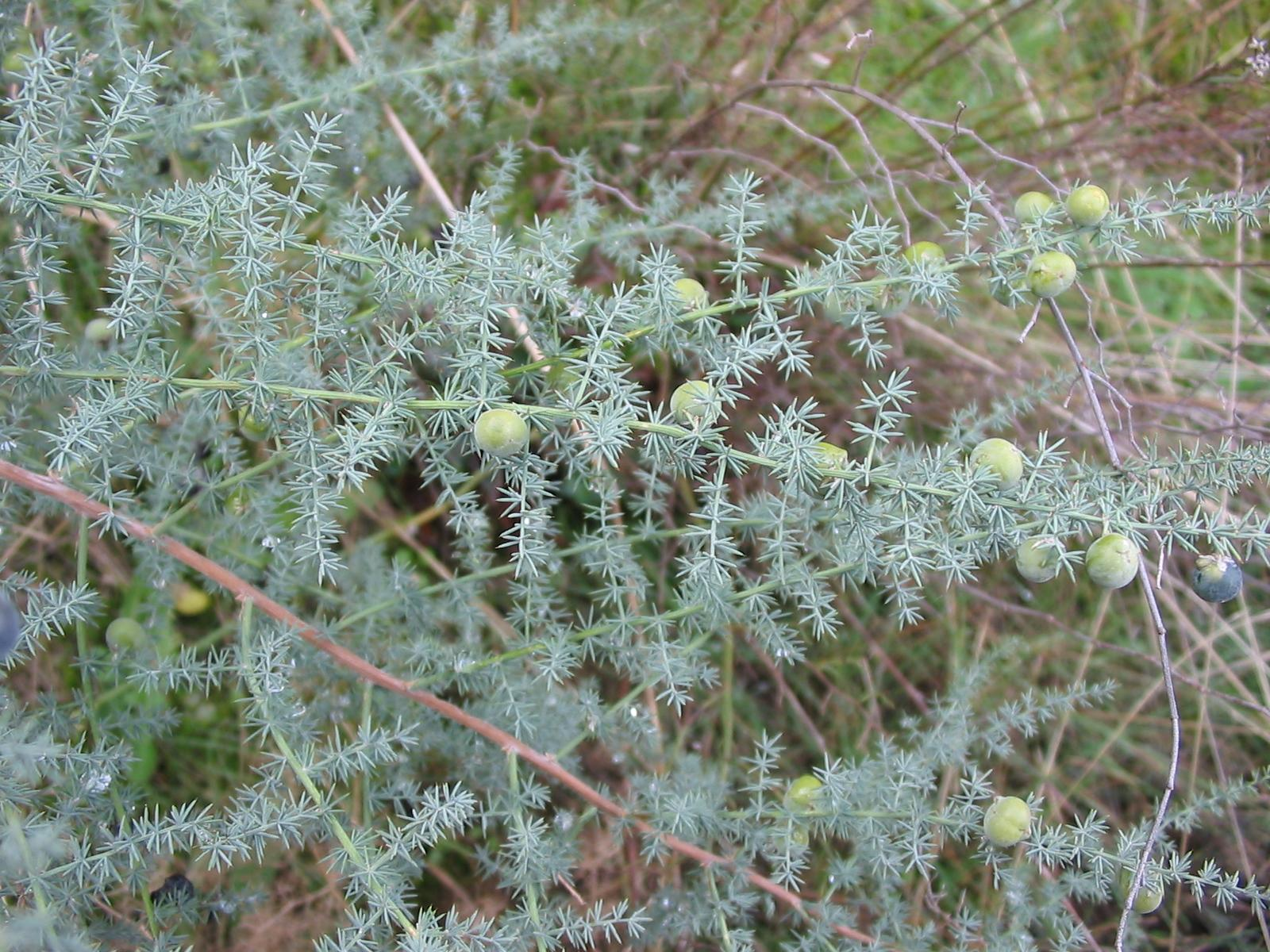
Asparagus acutifolius Asparago
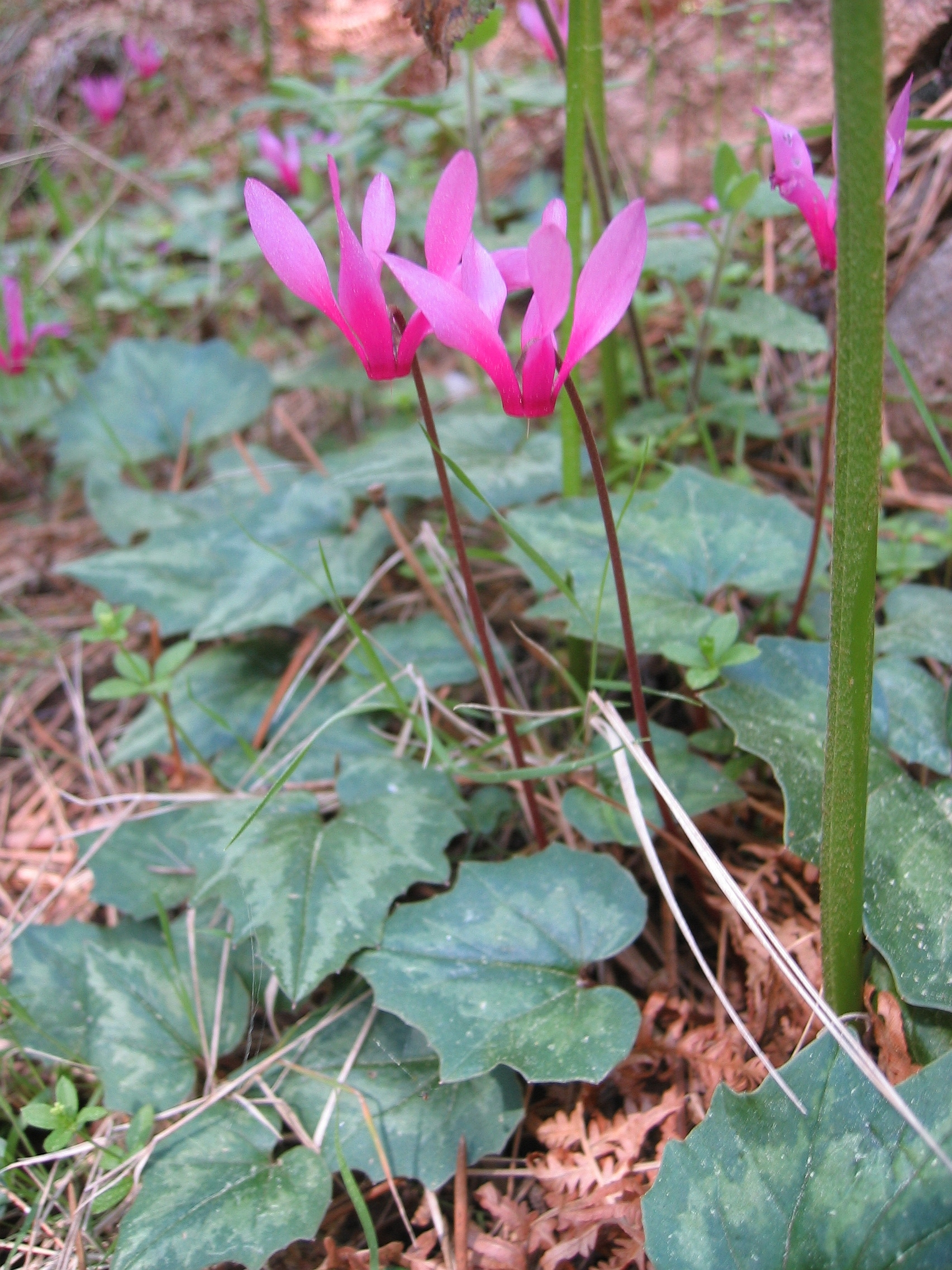
Cyclamen repandum Ciclamino

### Funghi
Notevole è la varietà di funghi che popolano questo ambiente, alcuni particolarmente pregiati. Nei boschi asciutti la comparsa dei funghi è tipicamente autunnale e per alcune specie si protrae per tutto l'inverno fino all'inizio della primavera. Nelle aree più fresche la stagione dei funghi è più lunga interessando anche l'estate. La specie più rappresentativa è il Leccinum lepidum, noto con il nome di leccino, tipico fungo invernale presente nelle leccete fin dal tardo autunno fino alla primavera, tuttavia in questi boschi sono piuttosto comuni il porcino nero e altri boleti meno pregiati o non commestibili, una grande varietà di amanite e russule, le Clitocybe, il gallinaccio, ecc. che si avvicendano dalla fine dell'estate fino all'autunno inoltrato.

## Processi di degrado
La foresta mediterranea di sclerofille è l'ecosistema mediterraneo che ha subito più intensamente l'azione distruttiva dell'uomo nel corso dei secoli. Praticamente scomparso dalle zone litoranee e di pianura, sopravvive ancora in forme molto degradate negli ambienti collinari, mentre le associazioni riconducibili ad uno stadio di climax sono sopravvissute in poche stazioni relitte. 
Il motivo del degrado risiede soprattutto nell'incompatibilità di questo ecosistema con le attività economiche, con particolare riferimento all'agricoltura e all'allevamento. Esclusa l'utilizzazione dei pochi prodotti del sottobosco, l'unica forma di sfruttamento economico era rappresentata dal taglio degli alberi per ricavare legname da opera, legna da ardere e carbone vegetale. È storica ad esempio l'azione massiccia di disboscamento a carico delle leccete in Sardegna nell'Ottocento sotto la Dominazione Sabauda per far fronte alla crescente domanda di legname da opera dovuta all'urbanizzazione e all'industrializzazione nel Nord Italia.
I resti più diffusi delle antiche leccete sono forme di transizione a vari livelli dalla macchia alta con una forte presenza di erica e corbezzolo a vere e proprie formazioni forestali che hanno la fisionomia del bosco ceduo in cui si riscontra una forte presenza di filliree e, negli spazi più degradati, di eriche, corbezzoli e ginepri. In questi boschi è notevole la presenza di spiazzi pianeggianti di forma circolare che testimoniano l'attività dei carbonai nell'Ottocento e nella prima metà del Novecento. In altre zone la lecceta ha lasciato il posto alla sughereta allo scopo di consentire uno sfruttamento economico del bosco con l'allevamento estensivo e l'estrazione del sughero. Queste formazioni forestali attualmente sono soggette a tutela in quanto rappresentano ancora una delle forme più evolute di ecosistemi mediterranei trovandosi solo al primo stadio involutivo.
Le leccete colonnari sopravvivono solo in stazioni relitte, ma spesso mostrano sintomi di degrado dovuti per lo più all'azione dell'uomo. In altre stazioni sopravvivono gruppi più o meno numerosi di esemplari maestosi di lecci plurisecolari, testimoni dell'esistenza, in epoca passata, della foresta colonnare.

## Esempi di leccete in Italia

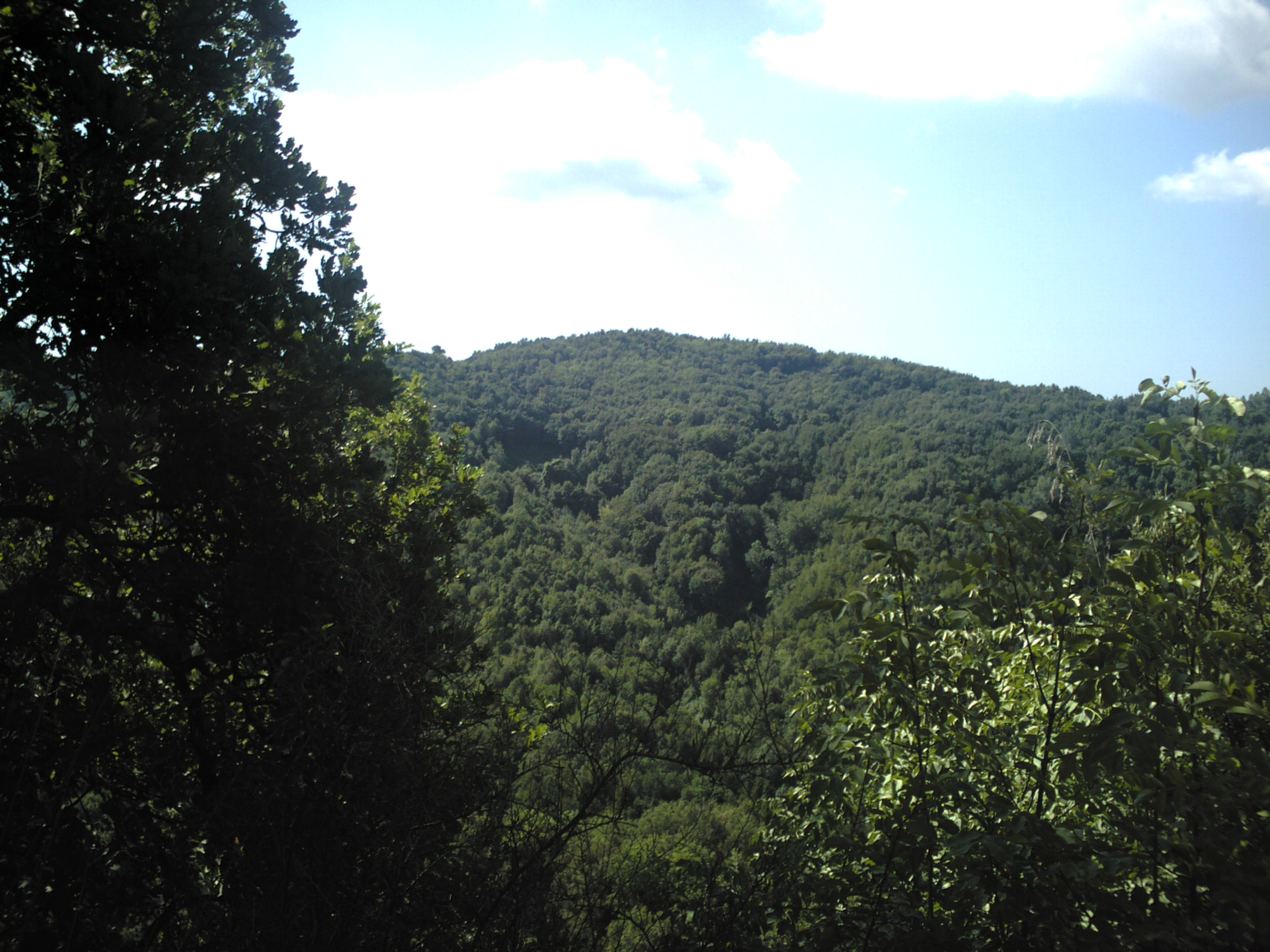
Le foreste di lecci del Fallà. Filogaso. Calabria.

Le foreste indicate in elenco sono esempi di lecceta primaria, assimilabile perciò allo stadio di climax più o meno degradato, o di lecceta secondaria o di macchia-foresta.
- Foresta demaniale di Montes, nel Supramonte di Orgosolo (Nuoro)
- Foresta demaniale di Montarbu, Seui (Provincia di Nuoro|NU)
- Lecceta di Casoli (Chieti)
- Gran Bosco della Mesola, Delta del Po (Ferrara)
- Foreste demaniali del Sulcis e riserva WWF di Monte Arcosu (provincia del Sud Sardegna)
- Bosco Fallà, Filogaso (provincia di Vibo Valentia)
- Cava Martorina (Modica - Ispica)
- Leccete del Promontorio di Piombino - Populonia (LI)
- Lecceta di Torino Di Sangro, zona nelle immediate vicinanze del mare (nella provincia di Chieti)
- leccete dell'isola d'Elba (Livorno)